# Tlalmanalco de Velázquez
Tlalmanalco de Velázquez, eller bara Tlalmanalco, är en mindre stad i Mexiko, och administrativ huvudort i kommunen Tlalmanalco i delstaten Mexiko. Tlalmanalco de Velázquez ligger i den centrala delen av landet och tillhör Mexico Citys storstadsområde. Orten hade 14 786 invånare vid folkräkningen 2010, och är kommunens näst största ort efter San Rafael.

## Galleri

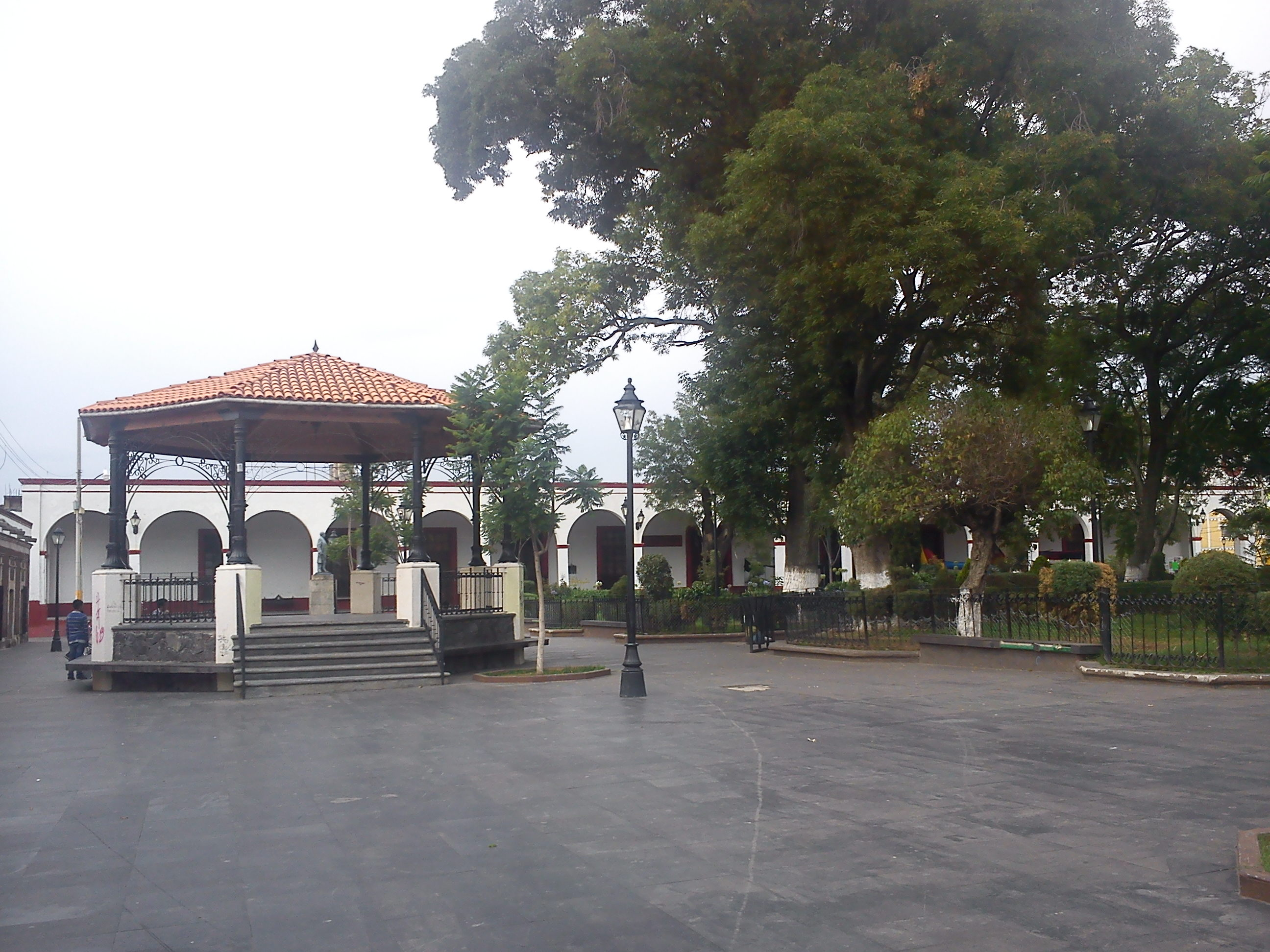
Torg och park.
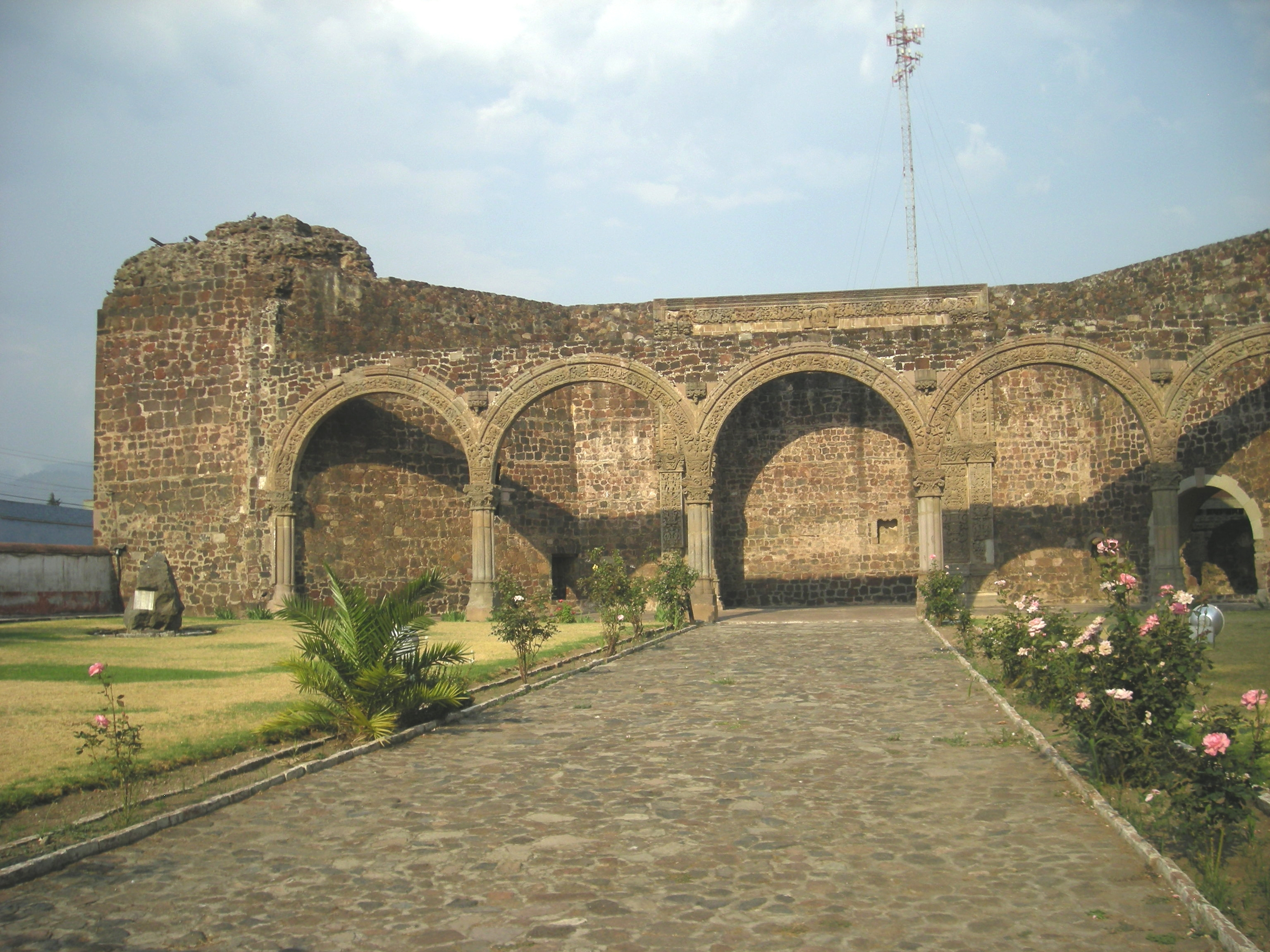
Capilla Abierta, öppet kapell i staden.
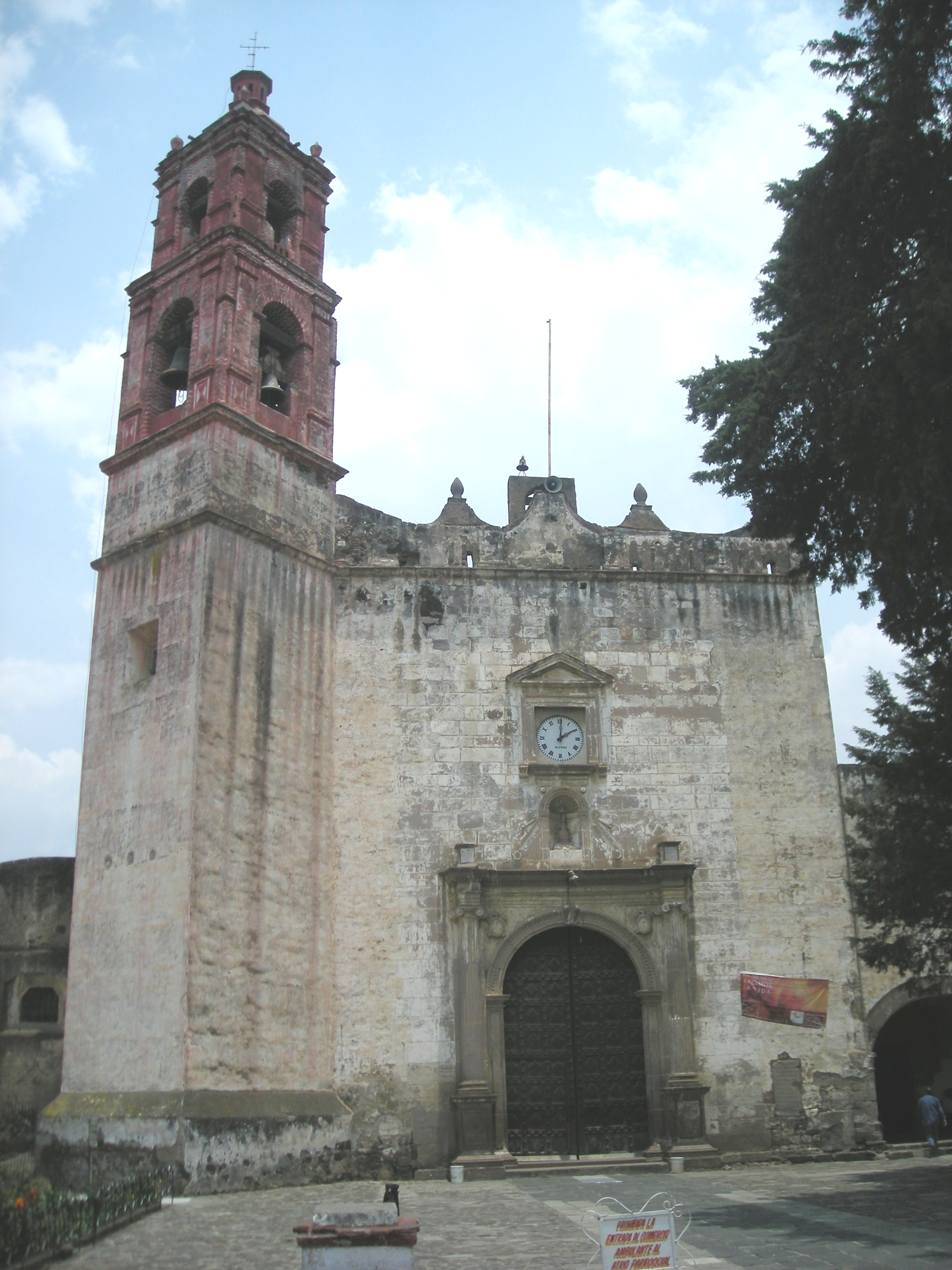
San Luís Obispo-kyrkan.
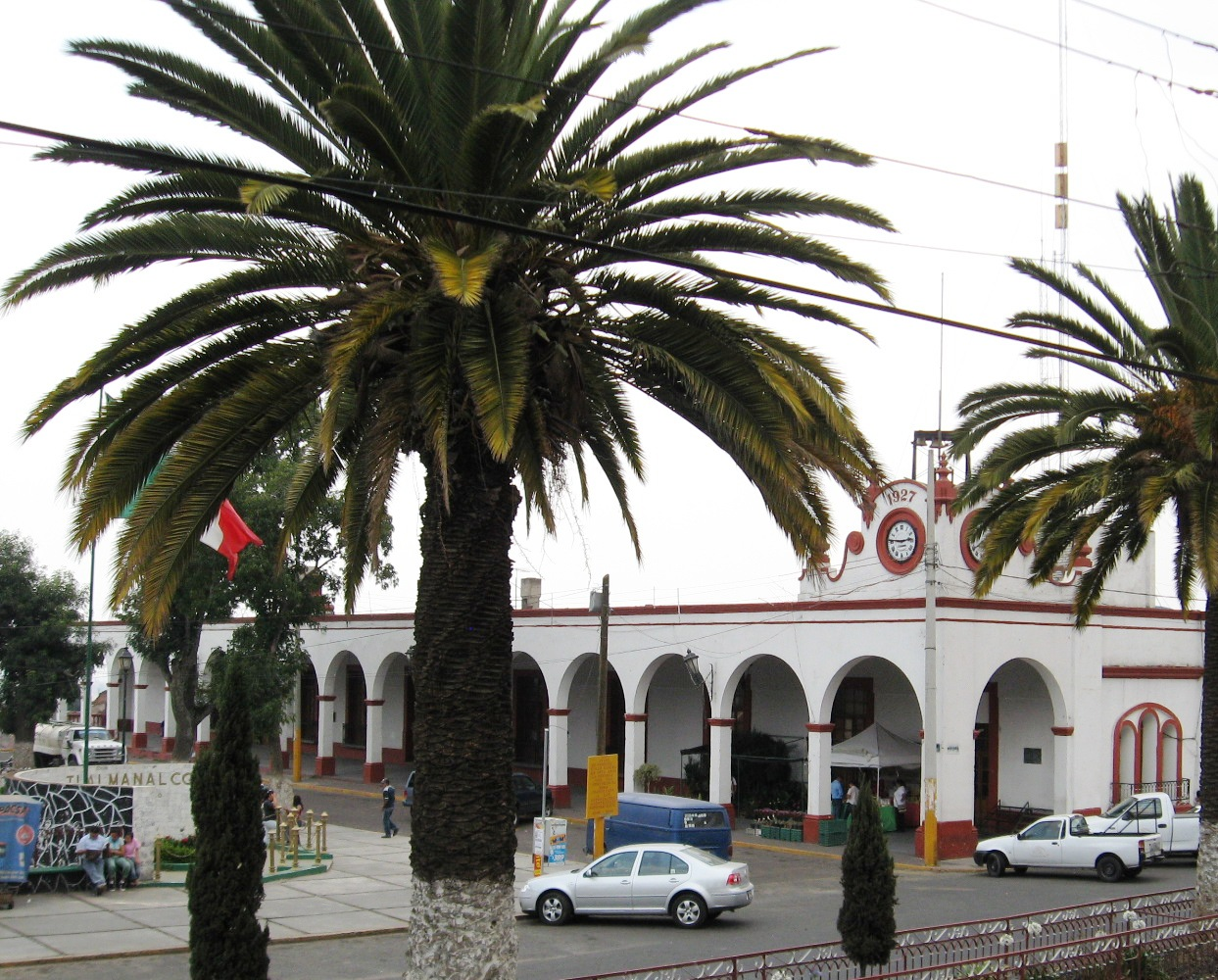
Stadshuset, och palmer.
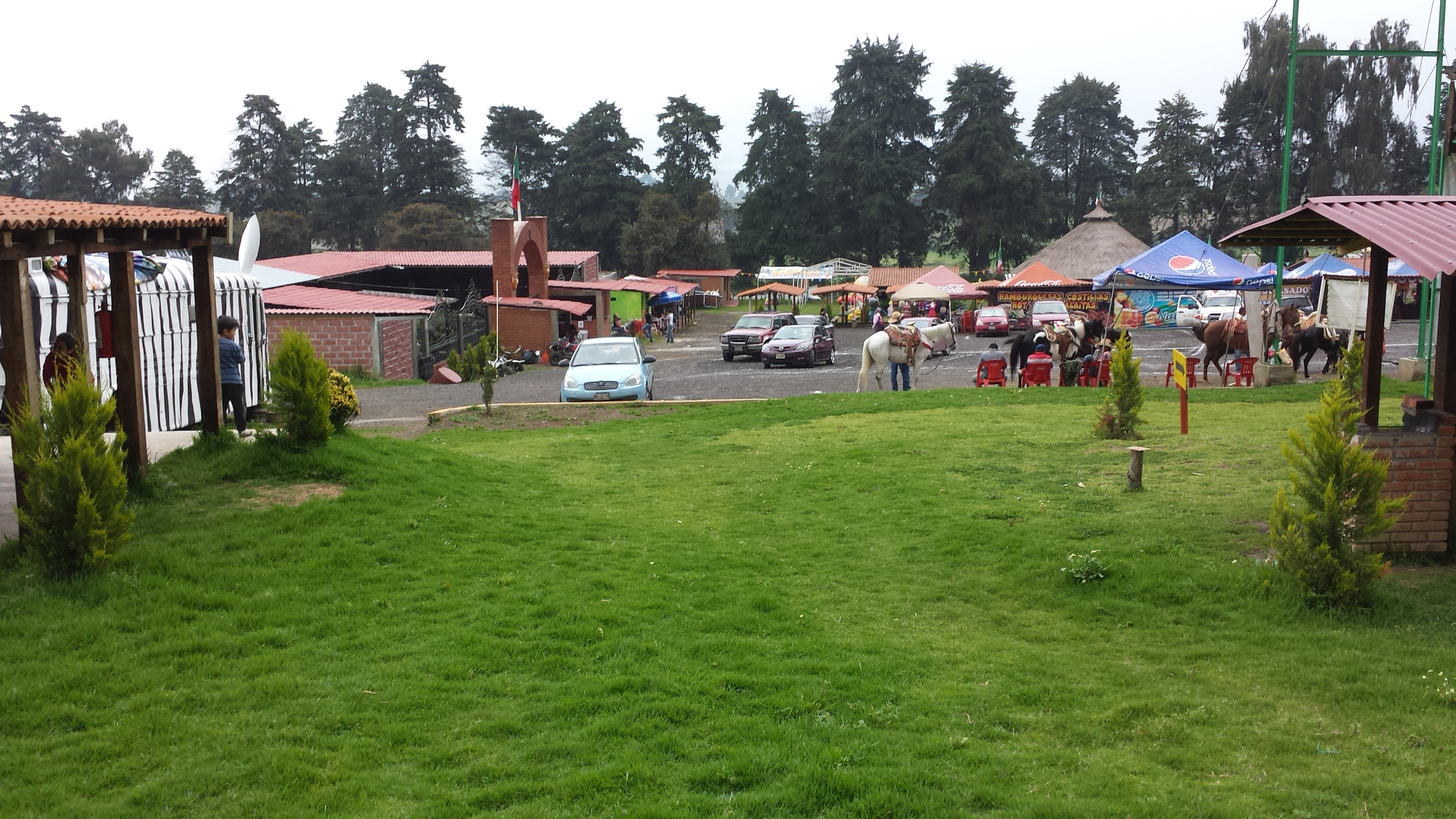
Zoo och nöjespark.